# Коламбус (Висконсин)
Коламбус (енгл. Columbus) град је у америчкој савезној држави Висконсин.

## Демографија
По попису из 2010. године број становника је 4.991, што је 512 (11,4%) становника више него 2000. године.
| Група             | 2000.         | 2010.         |
| Белци             | 4.372 (97,6%) | 4.684 (93,8%) |
| Афроамериканци    | 16 (0,4%)     | 47 (0,9%)     |
| Азијати           | 14 (0,3%)     | 32 (0,6%)     |
| Хиспаноамериканци | 44 (1,0%)     | 164 (3,3%)    |
| Укупно            | 4.479         | 4.991         |